# 비다소아강
비다소아강(eus; es; 프랑스어: Bidassoa, fr)은 스페인 북부와 프랑스 남부의 바스크 지방을 흐르며 주로 남쪽에서 북쪽으로 흐르는 강이다. 이 강은 나바라주의 바스탄 지방에 있는 오로노스-무가이리 마을 하류에서 이 이름으로 불리지만, 실제로는 에라추 마을 근처에서 여러 물줄기가 합쳐져 형성되며, 하우차산(1,306m) 북동쪽에서 발원하는 바스탄강이 비다소아강의 수원으로 여겨진다. 이 강은 앙데이와 온다리비아 마을 사이에서 칸타브리아해(비스케이만)와 합류한다.

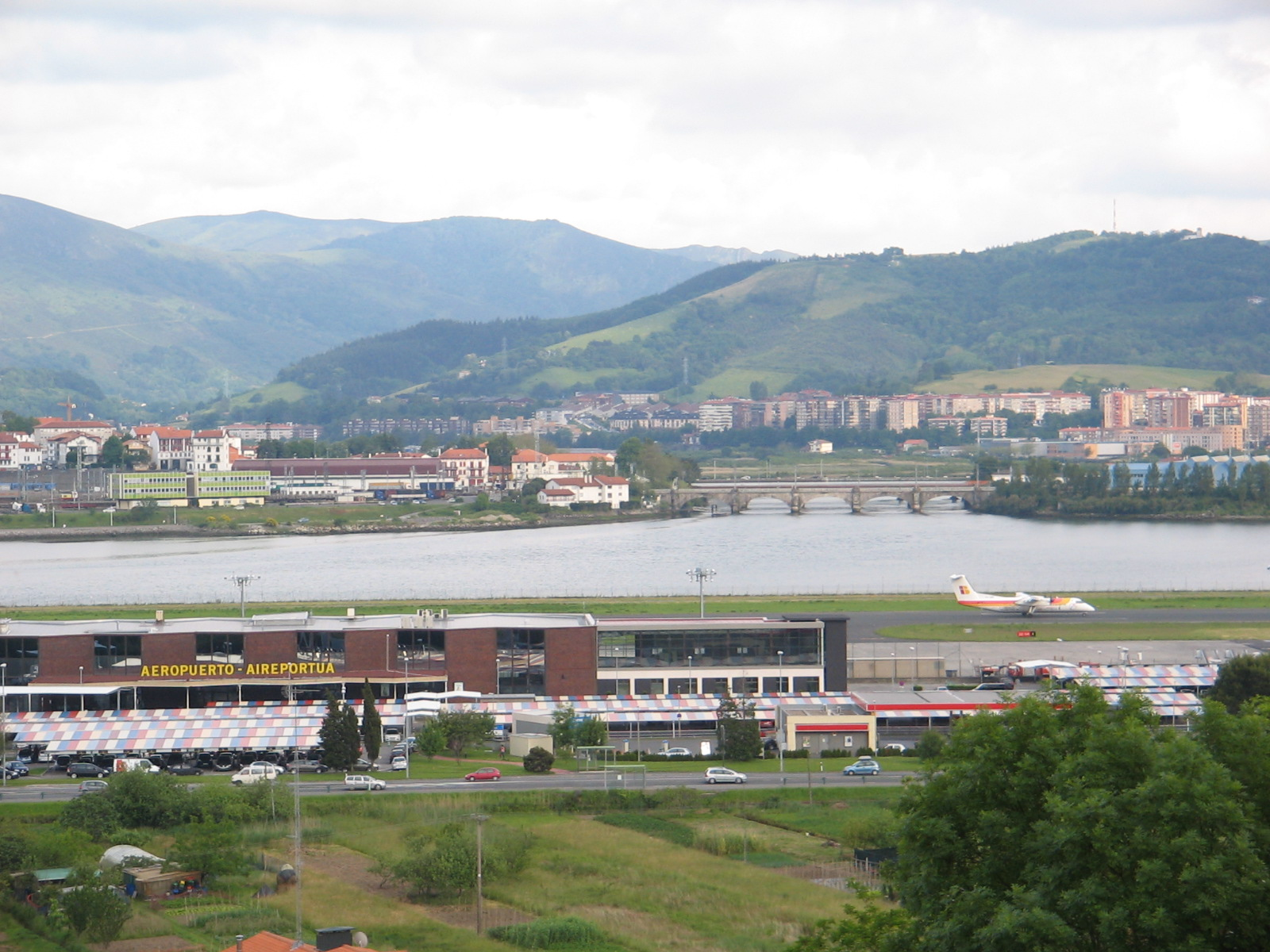
산 세바스티안 공항, 칭구디, 앙데이의 프랑스 국유 철도 시설, 멀리 이룬, 그리고 국경을 가로지르는 산티아고 다리

이 강은 하류 구간에 국경을 형성하는 것으로 가장 잘 알려져 있다. 이 구간은 낮은 고도로 비행하는 항공기뿐만 아니라 중요한 유럽 통신 축, 즉 AP8 E5 E80 - E70 A63 (고속도로, 비리아투 요금소에서 연결), 주요 도로 N1 - N10 (강변의 사이사르 원형 교차로에서 연결) 및 주요 프랑스 및 스페인 철도망,—렌페와 프랑스 국유 철도가 통과한다. 이러한 주요 노선 외에도 에우스코트렌(앙데이 종점)과 같은 다른 지역 노선도 이 강을 건너며, 국경 도시를 연결하는 또 다른 이중 다리(보행자/차량), 즉 유서 깊은 산티아고 다리(산티아고 순례길)도 있다. 강 이 구간에서는 도시 경관이 지배적이다(건축물이 밀집된 지역).
강물이 바다로 흘러들기 전에, 이 강은 이들 도시와 이룬 사이에 위치한 칭구디 만을 형성하며, 이 지역은 2002년 총 면적 1.28 km2 (0.49 mi2)의 국제적으로 중요한 습지로 지정되었다. 온다리비아 강변에는 국내선 항공편을 운항하는 소규모 산 세바스티안 공항이 있으며 현재 확장 및 개선 계획으로 논란에 휩싸여 있다.

## 발음과 어원
이 강은 언어 접촉 지역을 포함하고 있으므로 언어에 따라 다르게 발음되는데, 바스크어로는 eu, 스페인어로는 es, 프랑스어로는 fr로 발음된다. 언어학적 및 역사적 연구에 따르면, 이 이름은 로마 시대에 바스크인 도시 팜플로나와 오이아소를 연결했던 도로가 강을 따라 이어졌기 때문에 라틴어 "Via ad Oiassonem"(나중에 바스크어로 "비다소아"로 변형됨)에서 유래했다고 한다.

## 강의 흐름과 지류

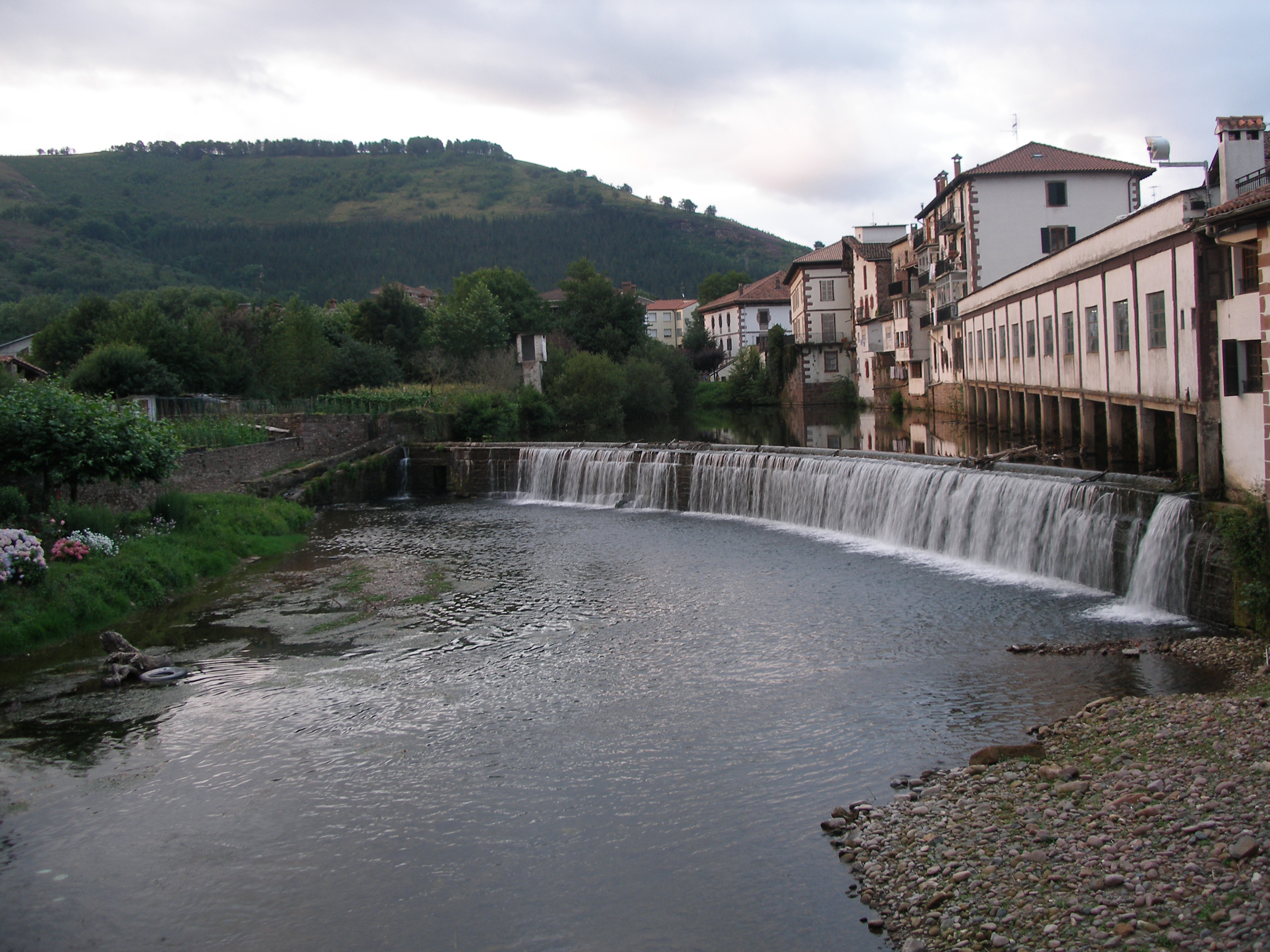
엘리손도의 비다소아강

비다소아강은 전체 길이 66 km (41 mi) 중 대부분을 나바라주 영토를 흐르며, 마지막 10 km (6.2 mi)만 프랑스와 스페인의 국경, 그리고 기푸스코아도와 라부르의 바스크 지방 사이의 경계를 이룬다. 강 길이의 분포에 따라, 유역 면적의 대부분은 나바라주에 위치한다(684 km2 or 264 mi2). 유역에는 497 km (309 mi)에 달하는 105개의 영구적인 하천이 있으며, 이 지역은 정기적으로 비가 많이 내린다. 유역의 나바라주 측(농촌 지역)에는 22,000명의 주민이 거주한다. 인구의 70%는 강으로 흘려보내기 전에 하수를 처리한다.
처음 15km를 제외하고는 강은 비스케이만과 합류하는 우루메아강, 오리아강 등 기푸스코아의 다른 인접 강들의 남북 방향과 일치한다. 벨라테 고개 양측에서 모인 물로 강화된 이 강은 도네스테베 하류에서 북쪽으로 향하며 나바라주 북쪽 끝의 베라 마을을 가로질러 엔다를라차에서 기푸스코아 주로 진입한다. 도네스테베 마을부터 AP-8(고속도로)의 비리아투 요금소 건너편 원형 교차로까지 N-121 국도가 강을 따라 이어진다. 다음으로 베오비아 지구와 하구의 주요 도시들이 이어진다.
비다소아강의 주요 지류는 소규모 강인 제베리아강(길이 10.80 km (6.71 mi)), 에스쿠라강(20.90 km (12.99 mi)), 라차강(11.10 km (6.90 mi)), 엔다라강(9.90 km (6.15 mi))이다. 또한, 더 작은 강과 개울들이 비다소아강 전체를 따라 물을 공급한다.

## 어업과 환경 문제

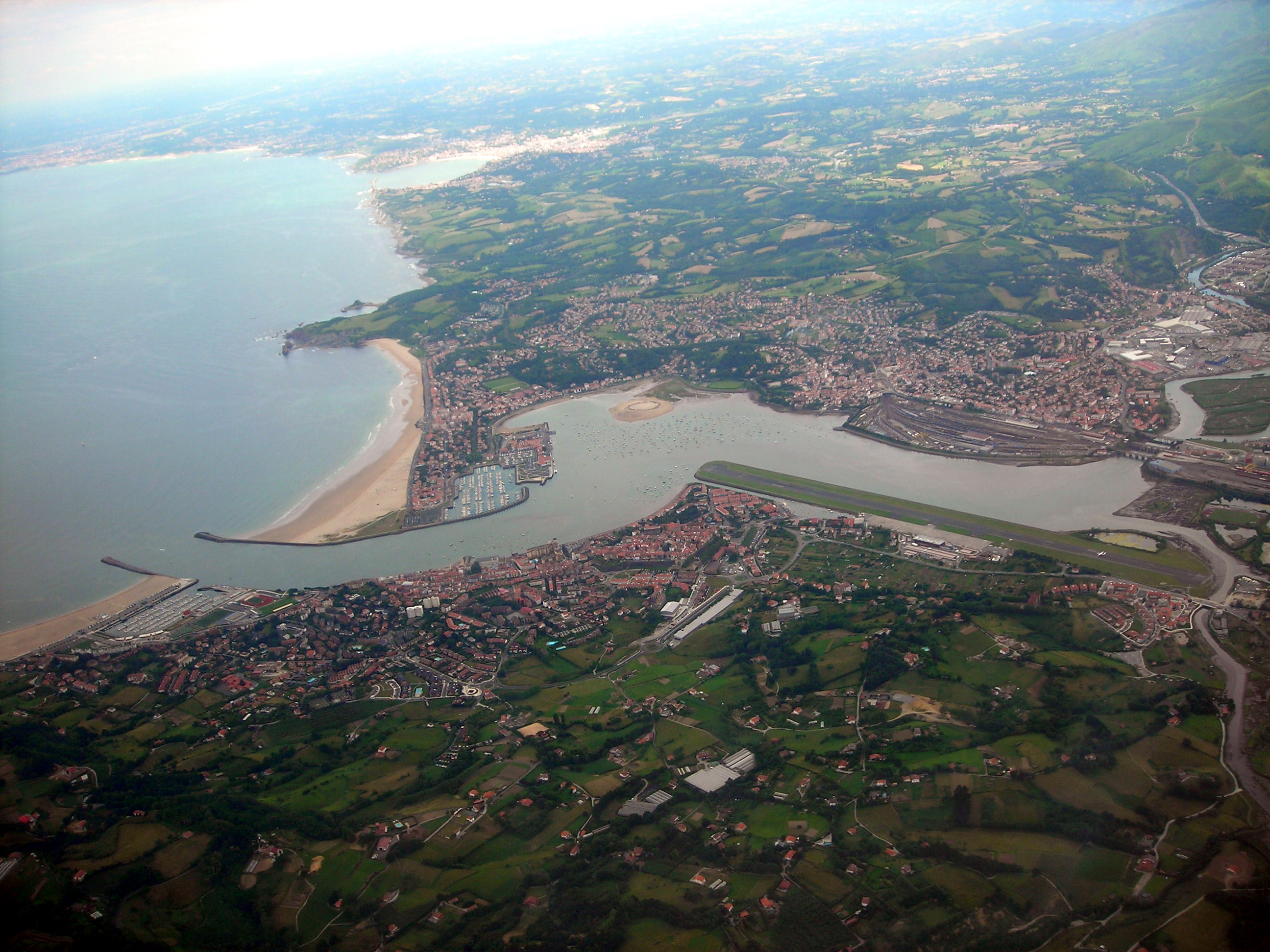
비다소아강의 하구와 칭구디의 항공 사진

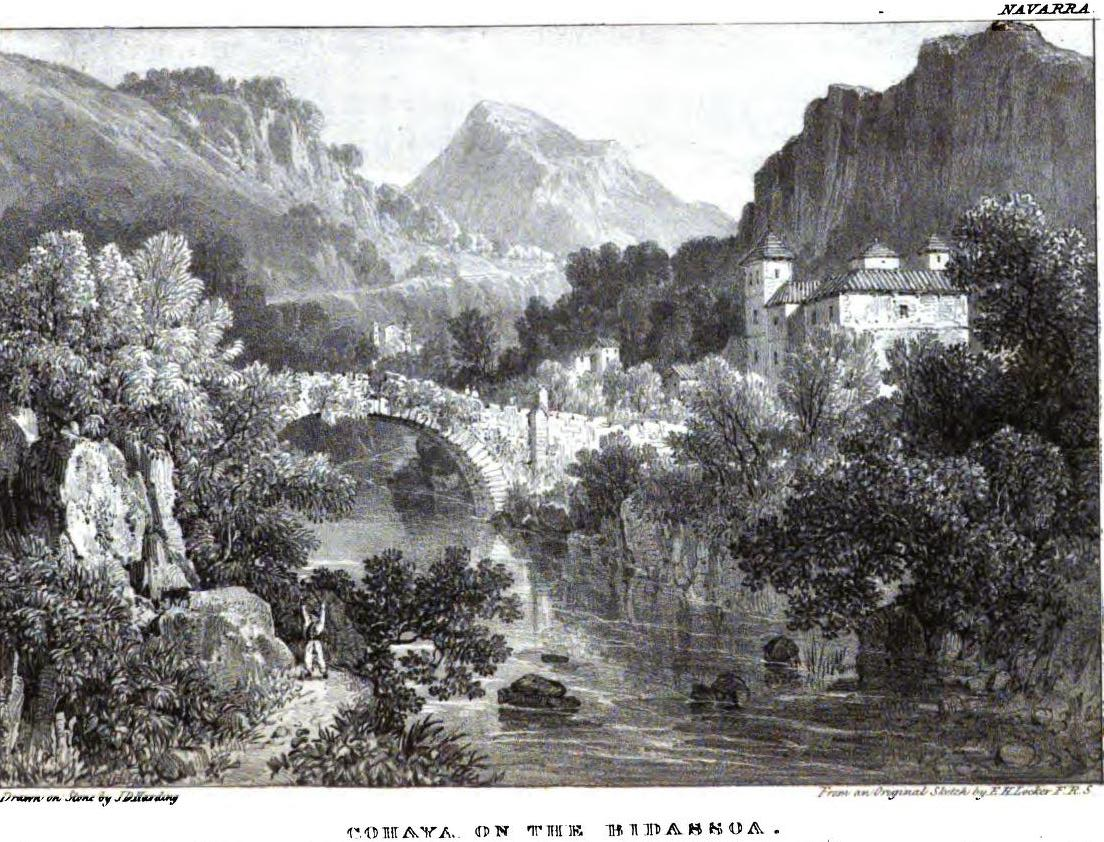
에드워드 호크 로커가 1824년 스페인 비다소아강에서 그린 코하야, <Views in Spain>에 실림

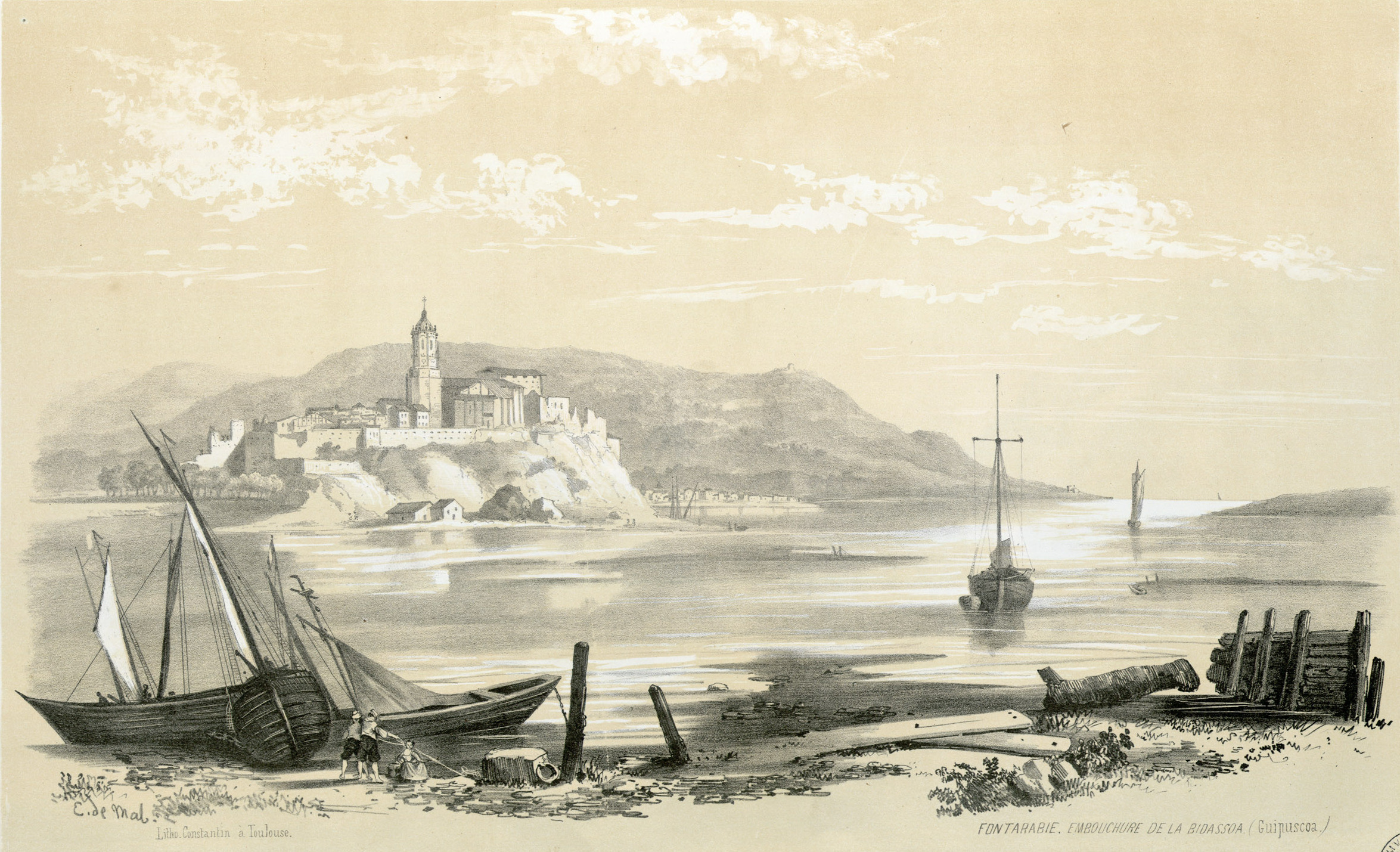
1843년 외젠 드 말보스가 그린 퐁타라비의 비다소아강 합류점

이 강의 나바라주 구간은 낚시꾼들에게 인기 있는 목적지로, 이 강에는 여러 토착 어종이 서식하고 있다. 이들 중에는 장어(Anguilla anguilla), 연어(Salmo palar), 브라운송어(Salmo trutta), 황조롱이(Cottus gobio), Barbatula barbatula, Phoxinus phoxinus, 구드존(Gobio lozanoi), 바다칠성장어(Petromyzon marinus), 앨리스 샤드(Alosa alosa), 넙치(Platichthys flesus), 숭어(Chelon labrosus) 등이 있으며, 이들 중 일부는 멸종 위기종으로 선언되었고(특히 황조롱이와 연어) 매우 흥미로운 종들이다. 더욱이, 에브로강의 한 종인 Chondrostoma miegii는 지난 30~40년간 비다소아강의 하류 구간에 도입된 후 점차 상류로 확장되고 있다.
결과적으로, 남획은 강 생태계의 주요 문제가 되었으며, 특히 산란을 위해 상류로 이동하는 연어에 특별한 압력이 가해지고 있다. 연어는 목적지에 도달하지 못하고 산란 전에 죽는데, 이는 어부들의 미끼에 잡히거나 수력 발전소(전체 구간에 걸쳐 128개)와 관련 댐 114개를 극복하지 못하기 때문이다. 댐의 63%가 이동성 어류가 목적을 달성하는 것을 막고 있다. 나바라 주정부는 이 문제를 해결하기 위한 계획을 진행 중이다.

## 같이 보기
- 스페인의 강 목록
- 비다소아 전투 (1813년)
- 비다소아-칭구디
- 꿩섬 (일 데 페상)

## 내용주
1. ↑  “Ríos: Río Bidasoa”. 《Inst. Geográfico Vasco Andres Urdaneta Euskal Geografi Elkargoa》. 2013년 10월 20일에 확인함.
2. ↑  틀:Sandre
3. 1 2 3 4 5  “Comarca del Bajo Bidasoa (Bidasoa Beherea)”. 《Inst. Geográfico Vasco Andres Urdaneta Euskal Geografi Elkargoa》. 2013년 10월 20일에 확인함.
4. ↑  “RED DE SEGUIMIENTO DEL ESTADO ECOLÓGICO DE LOS RÍOS DE LA COMUNIDAD AUTÓNOMA DEL PAÍS VASCO: Tomo 15, Unidad Hidrológica del Bidasoa” (PDF). 《Ingurumena》. EJ-GV. 2005. 2013년 10월 20일에 확인함.